# Бахтибаєвська сільська рада
Бахтиба́євська сільська рада (рос. Бахтыбаевский сельский совет) — муніципальне утворення у складі Бірського району Башкортостану, Росія. Адміністративний центр — село Бахтибаєво.
Станом на 2002 рік існували Баженовська сільська рада (село Баженово, присілки Самосадка, Улеєво, селище В'язовський) та Бахтибаєвська сільська рада (села Бахтибаєво, Новокульчубаєво).

## Населення
Населення — 2049 осіб (2019, 2336 у 2010, 2257 у 2002).

## Склад
До складу поселення входять такі населені пункти:
| Населений пункт       | Населення, осіб (2002) | Населення, осіб (2010) |
| --------------------- | ---------------------- | ---------------------- |
| Баженово, село        | 558                    | 569                    |
| Бахтибаєво, село      | 855                    | 887                    |
| В'язовський, присілок | 116                    | 144                    |
| Новокульчубаєво, село | 571                    | 607                    |
| Самосадка, село       | 32                     | 28                     |
| Улеєво, село          | 125                    | 101                    |